# Trachelas barroanus
Trachelas barroanus is een spinnensoort uit de familie van de Trachelidae.
De wetenschappelijke naam van de soort werd in 1925 gepubliceerd door Ralph Vary Chamberlin.